# ABB Fomget SK
Le Anakara Büyükşehir Belediyesi Fomget Spor Kulübü est un club féminin de football fondé en 2009 et basé à Mamak dans le district d'Ankara en Turquie.

## Histoire

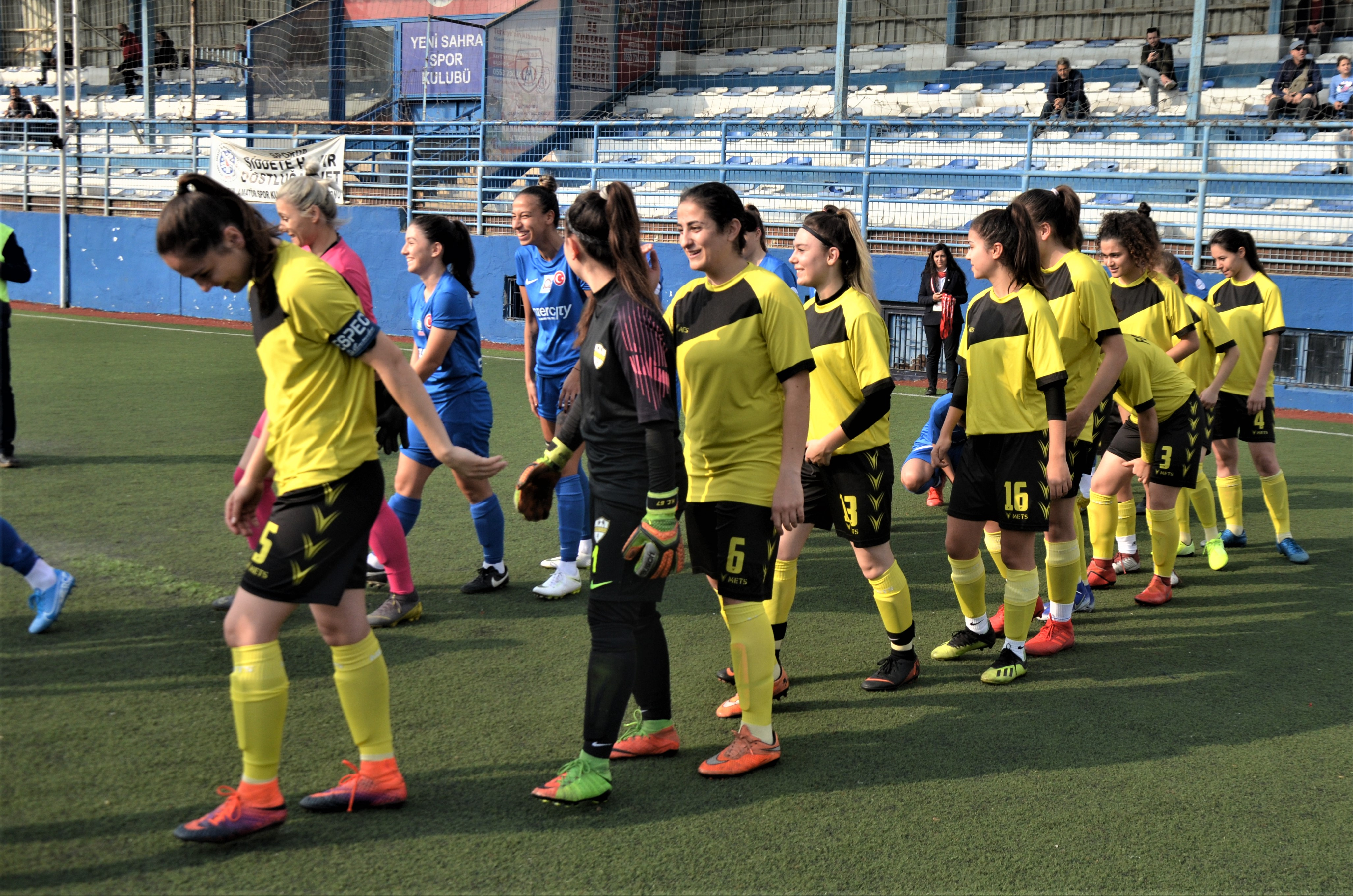
Le Fomget GS en 2019 lors d'un match de championnat face à Ataşehir.

Le club est financé par le département Jeunesse et Sports de la métropole d'Ankara.
Après avoir été éliminé en demi-finale de la saison 2020-2021 par le Fatih Vatanspor, Fomget est cinquième de son groupe lors du championnat 2021-2022, échouant de peu à se qualifier pour les play-offs.
En 2022-2023, Fomget termine la saison régulière du championnat à la deuxième place. Après avoir éliminé le tenant du titre, ALG Spor, en demi-finale des play-offs, le club affronte Fenerbahçe en finale. Alors que les deux équipes sont dos à dos (1-1) à la fin du temps réglementaire, l'attaquante monténégrine Armisa Kuć inscrit un triplé en prolongation pour offrir la victoire aux joueuses d'Ankara. Fomget décroche son premier titre et se qualifie pour sa première Ligue des champions.
En 2024-2025, Fomget fait jeu égal avec Fenerbahçe jusqu'à la dernière journée du championnat, où le club décroche une victoire contre Galatasaray qui lui offre un deuxième titre.

## Palmarès
- Championnat de Turquie (2) :
  - Champion en 2022-2023 et 2024-2025
  - Vice-champion en 2023-2024